# Olios vittifemur
Olios vittifemur är en spindelart som beskrevs av Embrik Strand 1916. Olios vittifemur ingår i släktet Olios och familjen jättekrabbspindlar. Inga underarter finns listade i Catalogue of Life.